# 21331 Лодовікоферрарі
21331 Лодовікоферрарі (21331 Lodovicoferrari) — астероїд головного поясу, відкритий 17 січня 1997 року.
Тіссеранів параметр щодо Юпітера — 3,386.
Названий на честь італійського математика Лодовіко Феррарі.